# コム・クエスト
株式会社コム・クエスト（英称：ComQuest Inc.）は、web制作、翻訳、ドキュメントデザイン・制作、ライティングサービスを行う会社である。

## 概要
コム・クエストは、1988年に翻訳を主な業務として設立された。その後ライティング、ドキュメントデザインなどの業務拡大を経て、web制作を中心とした制作会社となった。
社名の由来は、企業理念でもある「より良い“コミュニケーション”の追求」。

## 沿革
- 1988年3月 - 設立
- 2017年1月 - ウェブフォント提供サービスFontStream（フォントストリーム）開始